# Строительство и архитектура
«Строительство и архитектура» — російськомовний ілюстрований виробничо-технічний журнал, що видавався Спілкою архітекторів УРСР та Державним комітетом Ради Міністрів УРСР у справах будівництва; виходив щомісячно в Києві з 1959 року, замість двомовного журналу «Архітектура і будівництво» (з 1953) і його україномовного продовження «Будівництво і архітектура» (1957—1959).
«Строительство и архитектура» розглядає проблеми містобудівництва, типового проєктування, житлового, промислового і сільського будівництва, а також питання з історії та теорії архітектури.